# Вельяминов, Игнатий Григорьевич
Игнатий Григорьевич Вельяминов — дворянин московский и воевода XVI века на службе царя всея Руси и великого князя Московского Ива́на IV Васи́льевича Грозного и Фёдора I Иоанновича.
Сын Г. П. Вельяминова-Трубицы. Отец Г. И. Вельяминова, дед Т. Г. Вельяминова.
В 1580—1581 годах служил наместником в Копорье.
В 1590 был 1-м воеводой в Самаре.
В 1594 направлен годовать 2-м воеводой в Смоленск, служил там ещё в 1596.